# Ecnomus rizali
Ecnomus rizali är en nattsländeart som beskrevs av Banks 1937. Ecnomus rizali ingår i släktet Ecnomus och familjen trattnattsländor. Inga underarter finns listade i Catalogue of Life.